# Historyczne hrabstwa Anglii
Historyczne hrabstwa Anglii (ang. historic counties, ancient counties lub traditional counties) – dawne jednostki podziału terytorialnego Anglii (hrabstwa). Podział na hrabstwa zaczął się kształtować na początku XII wieku, chociaż niektóre granice zostały już ustalone w V wieku, a część granic została ostatecznie ustalona dopiero w XVI wieku.
Określenie „historyczne hrabstwa Anglii” nie odnosi się do konkretnego podziału, ale oznacza raczej stabilną strukturę, jaka funkcjonowała w okresie od XVI w. do nowego podziału administracyjnego, wprowadzonego ustawą Local Government Act z 1888 r. (uchwalona 13 sierpnia 1888, weszła w życie 1 kwietnia 1889).
Podział na historyczne hrabstwa Anglii został zastąpiony przez podział na: hrabstwa ceremonialne (ang. ceremonial counties) i hrabstwa administracyjne (ang. administrative counties).

## Lista historycznych hrabstw Anglii
1. Bedfordshire
2. Berkshire
3. Buckinghamshire
4. Cambridgeshire
5. Cheshire
6. Cornwall
7. Cumberland
8. Derbyshire
9. Devon
10. Dorset
11. Durham
12. Essex
13. Gloucestershire
14. Hampshire
15. Herefordshire
16. Hertfordshire
17. Huntingdonshire
18. Kent
19. Lancashire
20. Leicestershire
21. Lincolnshire
22. Middlesex
23. Norfolk
24. Northamptonshire
25. Northumberland
26. Nottinghamshire
27. Oxfordshire
28. Rutland
29. Shropshire
30. Somerset
31. Staffordshire
32. Suffolk
33. Surrey
34. Sussex
35. Warwickshire
36. Westmorland
37. Wiltshire
38. Worcestershire
39. Yorkshire

Hrabstwo Monmouthshire było zaliczane jako część Anglii, obecnie wchodzi w skład Walii.